# SIGLOST
SIGLOST — сигнал, який посилається процесу при втраті блокування файла у файловій системі.
Символьна змінна SIGLOST оголошена у заголовному файлі signal.h. Символьні імена для сигналів використовуються через те, що їхні номери залежать від конкретної платформи.

## Етимологія
SIG є загальноприйнятий префіксом для назв сигналів. LOST означає втрата (англ. lost).

## Використання
Сигнал надсилається процесові у випадку, коли блокування файла в системі більше неможливе. Така ситуація може трапитись, наприклад, через перезавантаження NFS-сервера, на якому знаходиться файл.